# 埃夫岑·羅西基體育場
埃夫岑·羅西基體育場（捷克語：Stadion Evžena Rošického）是一座位於捷克布拉格斯特拉霍夫的綜合體育場。1978年歐洲田徑錦標賽在此舉行。體育場可容納19,032名觀眾。埃夫岑·羅西基體育場比鄰世界第二大體育場斯特拉霍夫體育場。
體育場以捷克運動員和納粹抵抗者埃夫岑·羅西基的名字命名，他於1942年被納粹處決。

## 外部連結
- Photo gallery and data at Erlebnis-Stadion.de （页面存档备份，存于）